# Pandaplant
De pandaplant (Kalanchoe tomentosa) is een plant uit de vetplantenfamilie (Crassulaceae). Het is een plant met opgaande, vertakte stengels en groengrijze, dikke, zilverachtig wollig behaarde bladeren in lepelvorm. Ze staan in kleine bladrozetjes. Aan de randen hebben de bladeren bruine randjes.
De pandaplant is door zijn bijzondere bladstructuur en kleur een decoratieve plant. Bloeien zal de plant in de huiskamer zelden doen. De plant verlangt een lichte standplaats en gedijt beter als deze vrijwel droog gehouden wordt, vooral 's winters. 

## Vermeerdering
Om jonge plantjes te krijgen kan men een volwassen blad op de aarde leggen. Na verloop van tijd maakt het blad aan de kant van het breukvlak dunne worteltjes en groeit er op dat punt ook een nieuw plantje uit. 

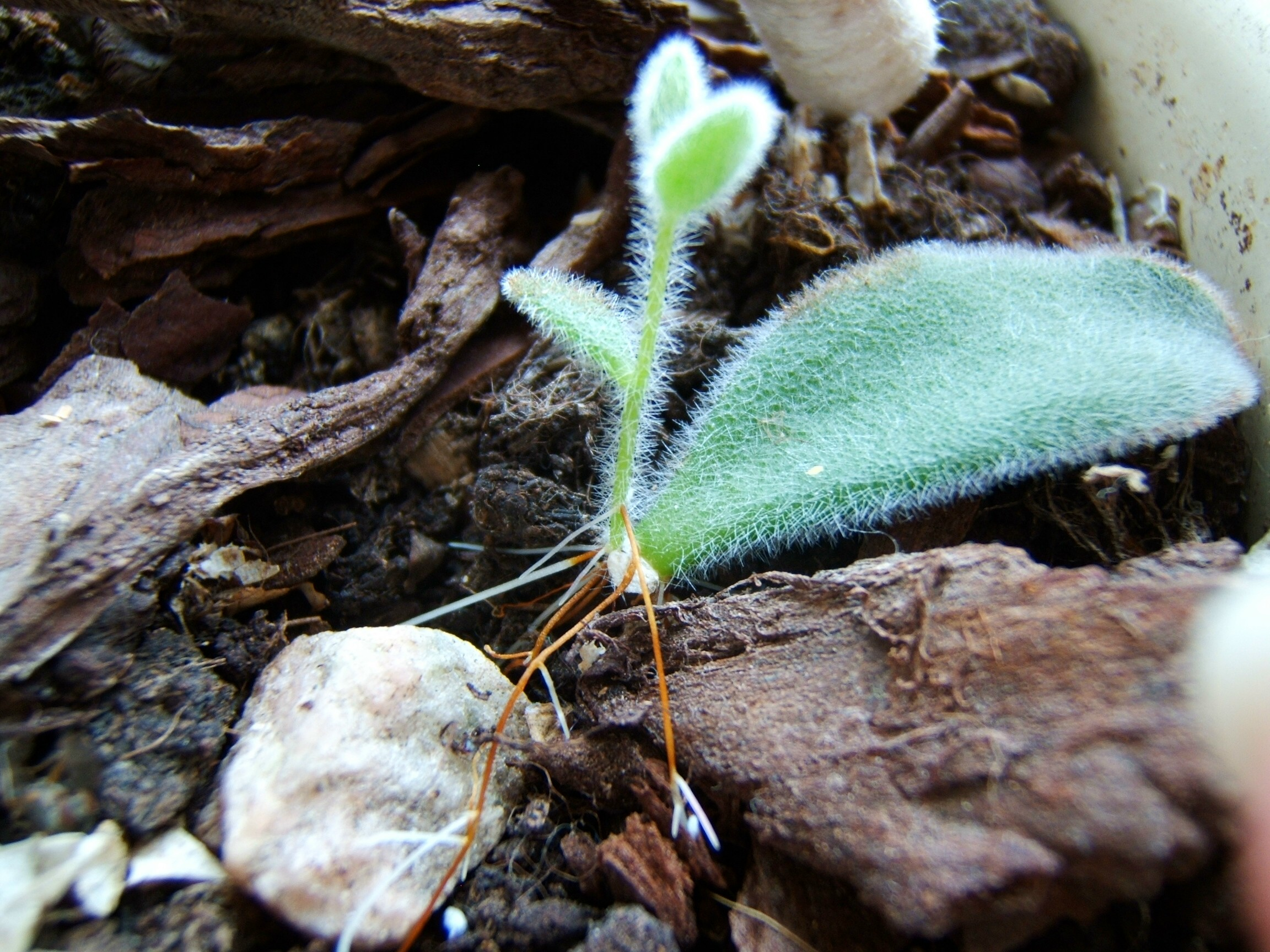
jong plantje aan bladvoet

... · 
K. blossfeldiana · 
K. daigremontiana · 
K. thyrsiflora (Woestijnroos) · 
K. tomentosa (Pandaplant) · 
...